# Emile Hendrix
Emile Marie Helene Hendrix (Heel, 5 de diciembre de 1955) es un jinete neerlandés que compitió en la modalidad de salto ecuestre.
Ganó cuatro medallas en el Campeonato Europeo de Saltos Ecuestres entre los años 1981 y 1999. Participó en los Juegos Olímpicos de Atlanta 1996, ocupando el séptimo lugar en la prueba por equipos.

## Palmarés internacional
| Campeonato Europeo | Campeonato Europeo      | Campeonato Europeo | Campeonato Europeo |
| Año                | Lugar                   | Medalla            | Categoría          |
| ------------------ | ----------------------- | ------------------ | ------------------ |
| 1981               | Múnich (RFA)            | Medalla de bronce  | Por equipos        |
| 1991               | La Baule (Francia)      | Medalla de oro     | Por equipos        |
| 1997               | Mannheim (Alemania)     | Medalla de plata   | Por equipos        |
| 1999               | Hickstead (Reino Unido) | Medalla de bronce  | Por equipos        |